# 聖光
《聖光》（日语：ひかりふる）是Kalafina的第12張單曲。在日本由SME Records於2012年10月24日發行，在台灣由台灣索尼音樂娛樂於同年10月26日發行。

## 概要
繼前作《月之祭典》（moonfesta〜ムーンフェスタ〜）之後，2012年第3張單曲，主打歌是『劇場版 魔法少女小圓［後篇］永遠的物語』的主題曲。此單曲分別發行了4個版本，包括:通常盤、初回限定盤A、B及以劇中角色曉美焰插圖為封面的期間限定盤（動畫盤）。初回限定盤A附有「ひかりふる」PV的DVD，初回限定盤B附有「ひかりふる」PV的Blu-ray。期間限定盤含B面歌的純音樂版本，以及DVD，收錄了，剪輯自動畫電影 『劇場版 魔法少女小圓』畫面的PV。

## 發售成績
此單曲於同年10月26日及27日獲得Oricon每日榜第一位，並曾登上Oricon周榜13次，最高至第4位。

## 收錄曲目
（全碟作詞、作曲、編曲：梶浦由記）

### 初回生産限定盤、通常盤
1. 聖光 [4:51]
動畫電影《劇場版 魔法少女小圓［後篇］永遠的物語》主題歌
2. 未來 [4:32]
動畫電影《劇場版 魔法少女小圓［前篇］開始的故事》主題歌
3. Magia[quattro] [5:16]
動畫電影《劇場版 魔法少女小圓［前篇］開始的故事》片尾曲
動畫電影《劇場版 魔法少女小圓［後篇］永遠的物語》插曲
4. ひかりふる 〜instrumental〜

DVD（初回限定盤A）
1. ひかりふる Music Clip

BD （初回限定盤B）
1. ひかりふる Music Clip

### 期間限定盤（動畫盤）
1. 聖光
2. 未來
3. Magia[quattro]
4. 聖光 〜instrumental〜
5. 未來 〜instrumental〜
6. Magia [quattro] 〜instrumental〜

DVD
1. ひかりふる（Music Video「Anime Movie Ver.」）

## 相關項目
- 劇場版 魔法少女小圓

## 資料來源
1. ↑  .   [2013-07-03]. （原始内容存档于2014-04-05）.

## 外部連結
- （日語）Kalafina官方網站 （页面存档备份，存于）

- （日語）日本索尼音樂娛樂介紹頁
  - 初回限定盤A[永久]
  - 初回限定盤B
  - 通常盤
  - 期間限定盤[永久]

- （繁體中文） 台灣索尼音樂介紹頁
  - 聖光 - 華麗菲娜 Kalafina - 台灣索尼音樂娛樂股份有限公司[永久]